# Gonçalo Brandão
Gonçalo Jardim Brandão (Lisboa, 9 de outubro de 1986) é um ex-futebolista português, que joga habitualmente a defesa.
No início da época 2008/2009 foi contratado pelo Siena, do Campeonato Italiano de Futebol, por 5 épocas.
Representou a selecção nacional nas suas várias camadas por diversas vezes (num total de 39 partidas, incluindo duas no escalão principal), tendo sido convocado na primeira convocatória do escalão sub-23, em Outubro de 2009.